# حركة التجديد الوطني (بيرو)
حركة التجديد الوطني (بالإسبانية: Movimiento de Renovación Nacional)، كانت حزباً سياسياً في بيرو. أسسه جوليو بيدويا فيلاكورتا في عام 1947.